# Mihály Károlyi

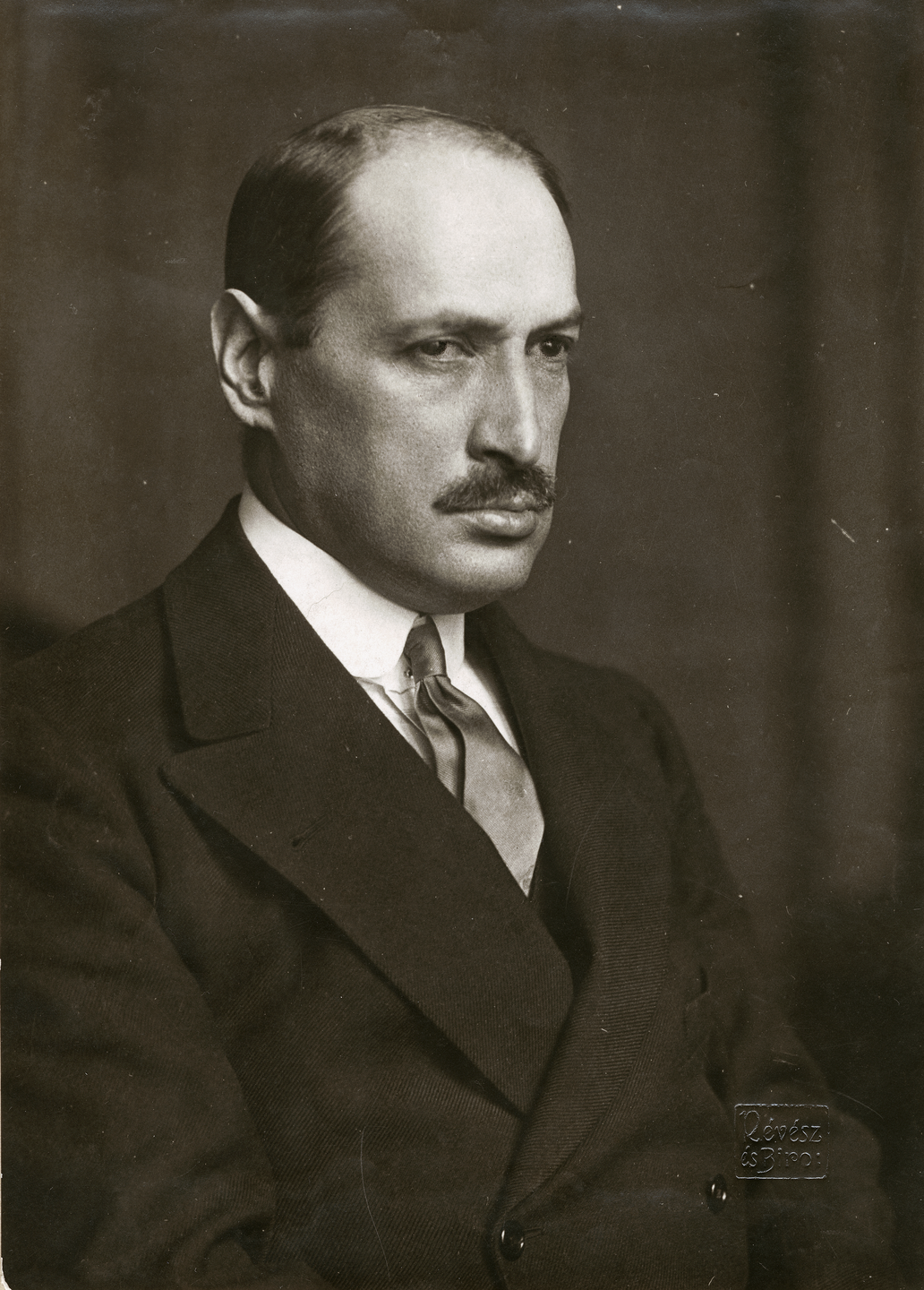
Mihály Károlyi, 1919

Mihály (Michael) Adam Georg Nikolaus Graf Károlyi von Nagykároly [ˈmihaːj ˈkaːroji] (* 4. März 1875 in Budapest; † 20. März 1955 in Vence bei Nizza, Frankreich) war ein ungarischer Politiker (F48P). Er wurde infolge der Asternrevolution Ende Oktober 1918 Ministerpräsident und rief am 16. November 1918 die Republik Ungarn aus, deren erster Staatspräsident er anschließend bis zu seiner Absetzung durch die im März 1919 ausgerufene Ungarische Räterepublik war.

## Leben

### Herkunft

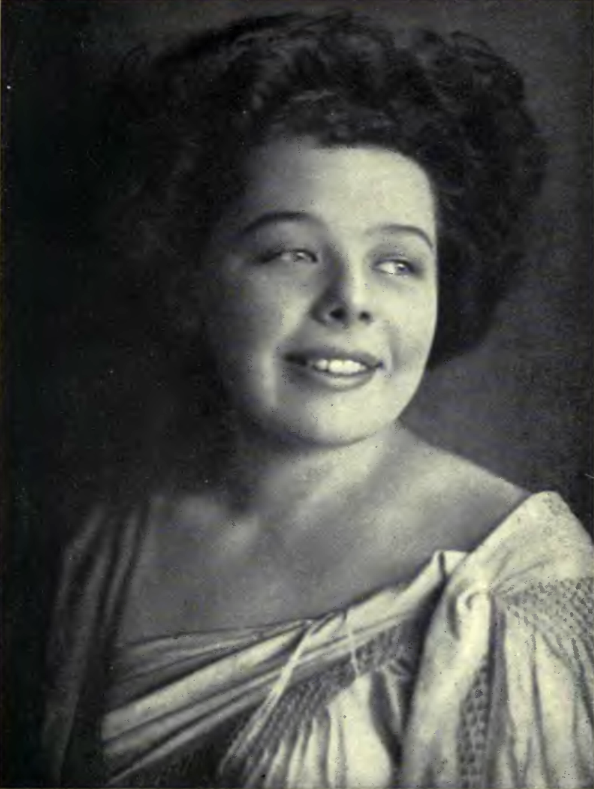
Katinka Andrássy, 1923

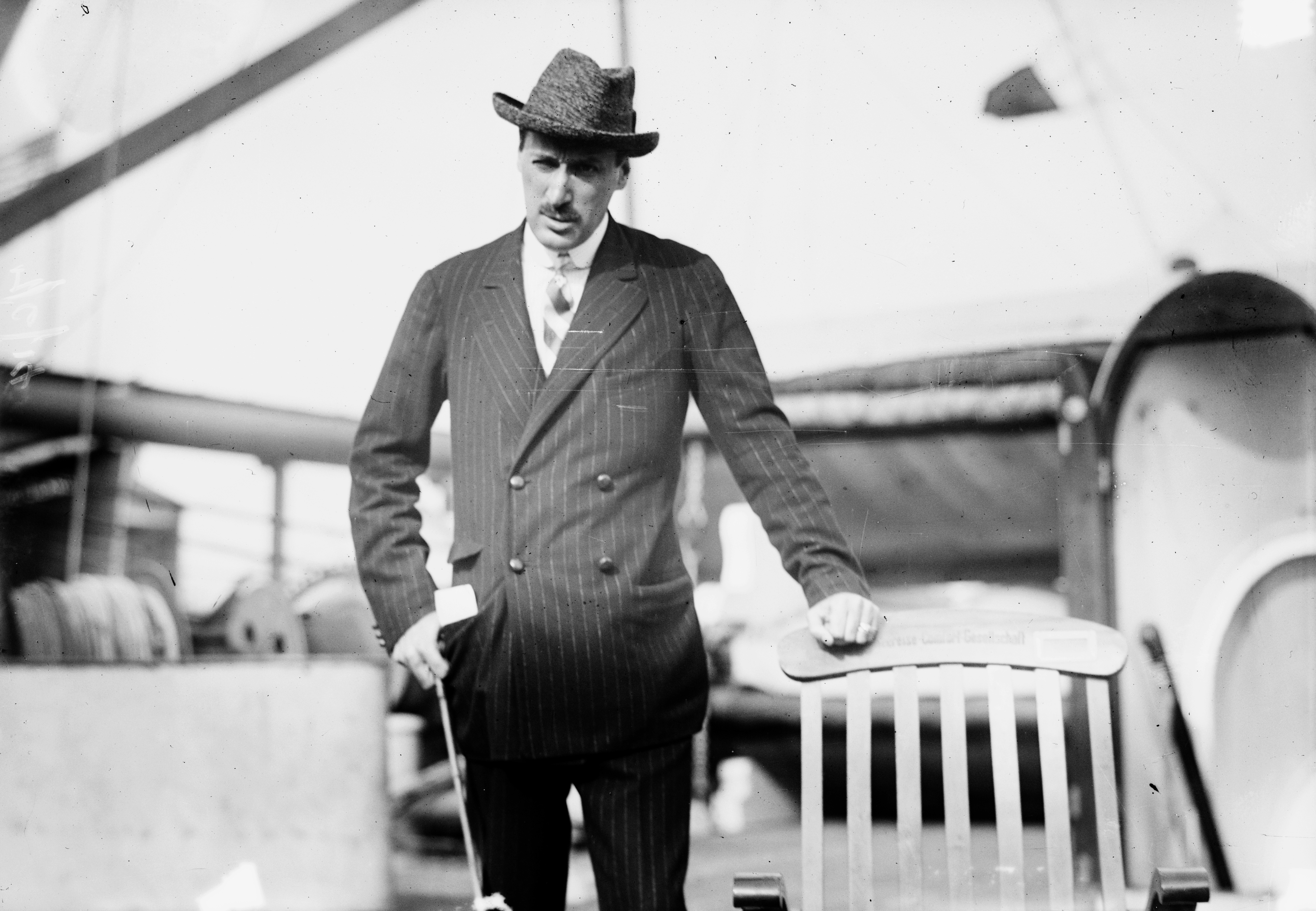
Graf Mihály, 1912

Mihály war Spross einer der ältesten und reichsten Aristokratenfamilien Ungarns. Er wuchs standesgemäß auf und erlernte mehrere Sprachen, Englisch, Französisch und Italienisch, litt jedoch unter einer angeborenen Sprachstörung. Seine Hauptsprache war Deutsch, während er das Ungarische in der Schriftsprache nie vollkommen beherrschte. Der junge Aristokrat führte ein ausschweifendes Leben zwischen Paris, London, Wien und Budapest. Die Wintermonate verbrachte er mit seinem Onkel in Menton an der französischen Riviera. Bis zu seiner Eheschließung 1914 mit Katinka Andrássy (1892–1985), der fast 20 Jahre jüngeren Stieftochter des Magnaten Gyula Andrássy, verlor er als Kartenspieler riesige Summen, so dass seine Schulden die Höhe von 12 Millionen Kronen erreichten (heutige Kaufkraft rd. 82 Millionen Euro).

### Politik bis 1914
Seine politische Karriere begann Károlyi im konservativen Lager, von dem er sich aber bald löste. 1909 wurde er Präsident des ungarischen Agrikulturvereins OMGE und 1913 Führer der oppositionellen Unabhängigkeits- und 48er Partei (Függetlenségi és 48-as Párt, F48P). Vor 1914 galt die ungarische Politik als „Spielfeld“ von nur vier adeligen Politikern: Károlyi, Tisza, Apponyi und Andrássy.
Die politischen Auseinandersetzungen unter den Magnaten eskalierten am 2. Januar 1913 sogar in einem Säbelduell zwischen Károlyi und Tisza. Beide wurden leicht verletzt.
Károlyi strebte mit seiner Partei eine größere Selbständigkeit Ungarns in Form einer reinen Personalunion mit Österreich an und war für das allgemeine Wahlrecht, eine bessere Sozialpolitik und eine Landreform. 1914 warb er auf einer Vortragsreise durch die Vereinigten Staaten für sein Konzept einer Föderalisierung Ungarns unter demokratischen Verhältnissen.

### Erster Weltkrieg
Bereits vor Ausbruch des Ersten Weltkrieges galt Károlyi als Entente-freundlicher Politiker. Unter dem Eindruck des Krieges wurde er fast zum Pazifisten. Im Krieg wollten Károlyi und seine oppositionelle linke Unabhängigkeitspartei einen annexionslosen Frieden, der die territoriale Integrität Österreich-Ungarns sichert. Károlyi sah in einem etwa notwendigen (Sonder-)Frieden – in dem Österreich das Trentino, einen Teil Galiziens und die Bukowina abtrete – sogar eine Stärkung der Übermacht Ungarns gegenüber dem dadurch geschwächten österreichischen Reichsteil.
Im Herbst 1917 trug er seine Ideen auch in der neutralen Schweiz vor. Seine außenpolitische Orientierung stand im krassen Gegensatz zur Linie der meisten ungarischen Magnaten und führte zum Bruch mit ihnen. Im Juli 1916 trat er mit 23 anderen Abgeordneten aus der Unabhängigkeitspartei aus, als diese auf den Kriegskurs der Regierung einschwenkte und gründete die Vereinigte Unabhängigkeits- und 48er Partei.
Mit anderen Gruppierungen (Demokraten, Sozialdemokraten und Bürgerlich-Radikalen) erfolgte im Juni 1917 die Errichtung des Wahlrechtsblocks. Am 25. Oktober 1918 bildete Károlyis Partei mit der Bürgerlich-Radikalen Partei und der Sozialdemokratischen Partei Ungarns den Ungarischen Nationalrat.

### Regierung

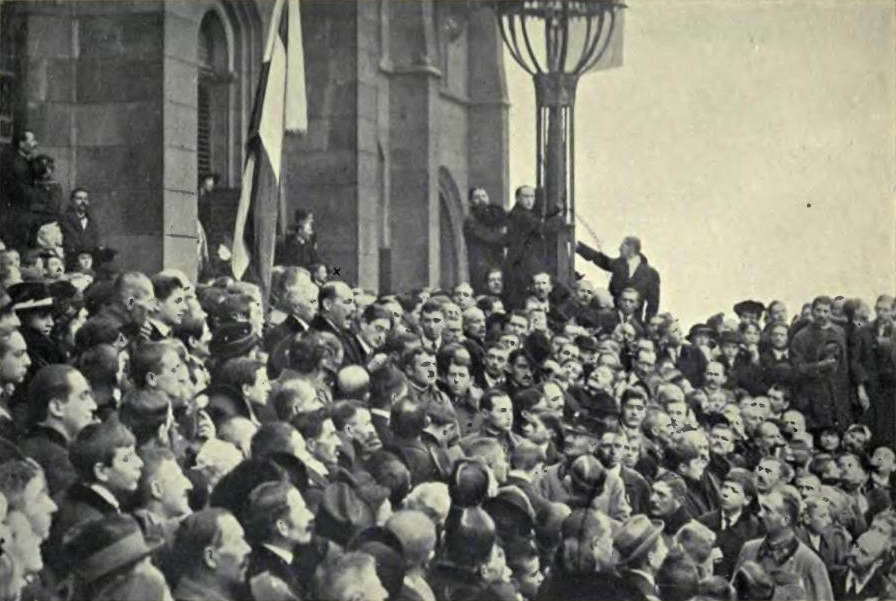
Károlyi spricht am 16. November 1918

In der Nacht zum 31. Oktober 1918 besetzten militärische Einheiten, die sich dem Nationalrat angeschlossen hatten, im Rahmen der bürgerlichen Astern-Revolution die Hauptstadt Budapest. Der Kaiser Karl I. (zugleich König Karl IV. von Ungarn) musste daraufhin, gegen den Widerstand der alten ungarischen Führungsschicht um Gyulia Andrássy (Verfassungspartei), Károlyi zum Ministerpräsidenten ernennen. Ungarn beendete am 31. Oktober die Realunion mit Österreich.
Nachdem Kaiser Karl I. am 13. November 1918 auf jeden Anteil an den Staatsgeschäften in Ungarn verzichtet (aber formal nicht abgedankt) hatte, rief die Regierung Károlyi am 16. November 1918 die Republik Ungarn aus. In deren Verfassung wurden die Redefreiheit und das allgemeine Wahlrecht für Männer und Frauen verankert.
Vom Nationalrat wurde Károlyi am 11. Januar 1919 zum Staatspräsidenten gewählt. Er bildete eine sozialistisch-bürgerliche Regierung. Sein Handlungsspielraum war jedoch denkbar klein, da das Waffenstillstandsabkommen durch tschechoslowakische, rumänische, serbische und besonders französische Truppen nicht eingehalten wurde. Die Lage war für Ungarn aussichtslos, so dass alle wichtigen Reformvorhaben wie die Landreform oder ein neues Wahlgesetz letztlich auf der Strecke blieben.
Károlyi ging dennoch bei der Landreform voran und begann am 23. Februar 1919 auf seinem Besitz in Kál und Kápolna, der 30.000 Hektar umfasste, persönlich mit der Landverteilung.
Hauptaufgabe seiner Regierung waren Maßnahmen gegen Plünderungen und die Aufstellung eines republikanischen Heeres aus den in Auflösung begriffenen Streitkräften von Österreich-Ungarn. Verhandlungen über die Umwandlung Ungarns in einen föderativen Staat erfolgten zu spät, da die Nationalitäten schon im Begriff waren, sich an die Nachbarstaaten anzuschließen. Gleichzeitig sammelten sich konservative und rechtsgerichtete Kräfte.
Mit der Vix-Note ordnete am 20. März 1919 die Entente einen weiteren Rückzug der Ungarn zu neuen Demarkationslinien im Südosten an, der auch magyarisch besiedelte Gebiete abtrennte und vom französischen Oberstleutnant Fernand Vix, dem Chef der Entente-Militärmission in Budapest, als endgültige politische Grenze bezeichnet wurde. Ein Sturm der Entrüstung brach los, und Károlyi musste am 21. März zurücktreten.
Nutznießer der chaotischen Verhältnisse war die kleine Ungarländische Partei der Kommunisten von Béla Kun, die einen Pakt mit den Sozialdemokraten geschlossen hatte. Károlyi übergab die Macht an den von Sozialdemokraten und Kommunisten gebildeten Revolutionsrat. Dieser rief die Ungarische Räterepublik aus und formierte in kurzer Zeit eine schlagkräftige Armee.

### Exil

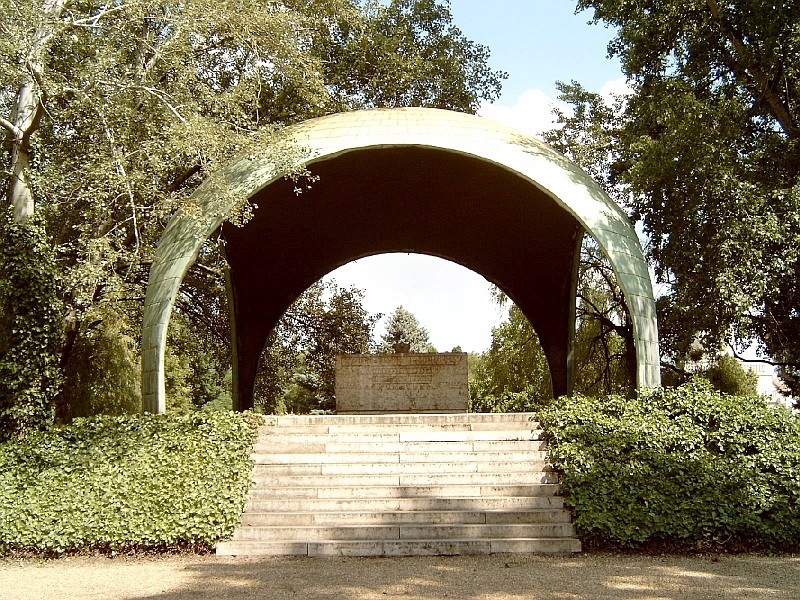
Mausoleum auf dem Kerepesi temető

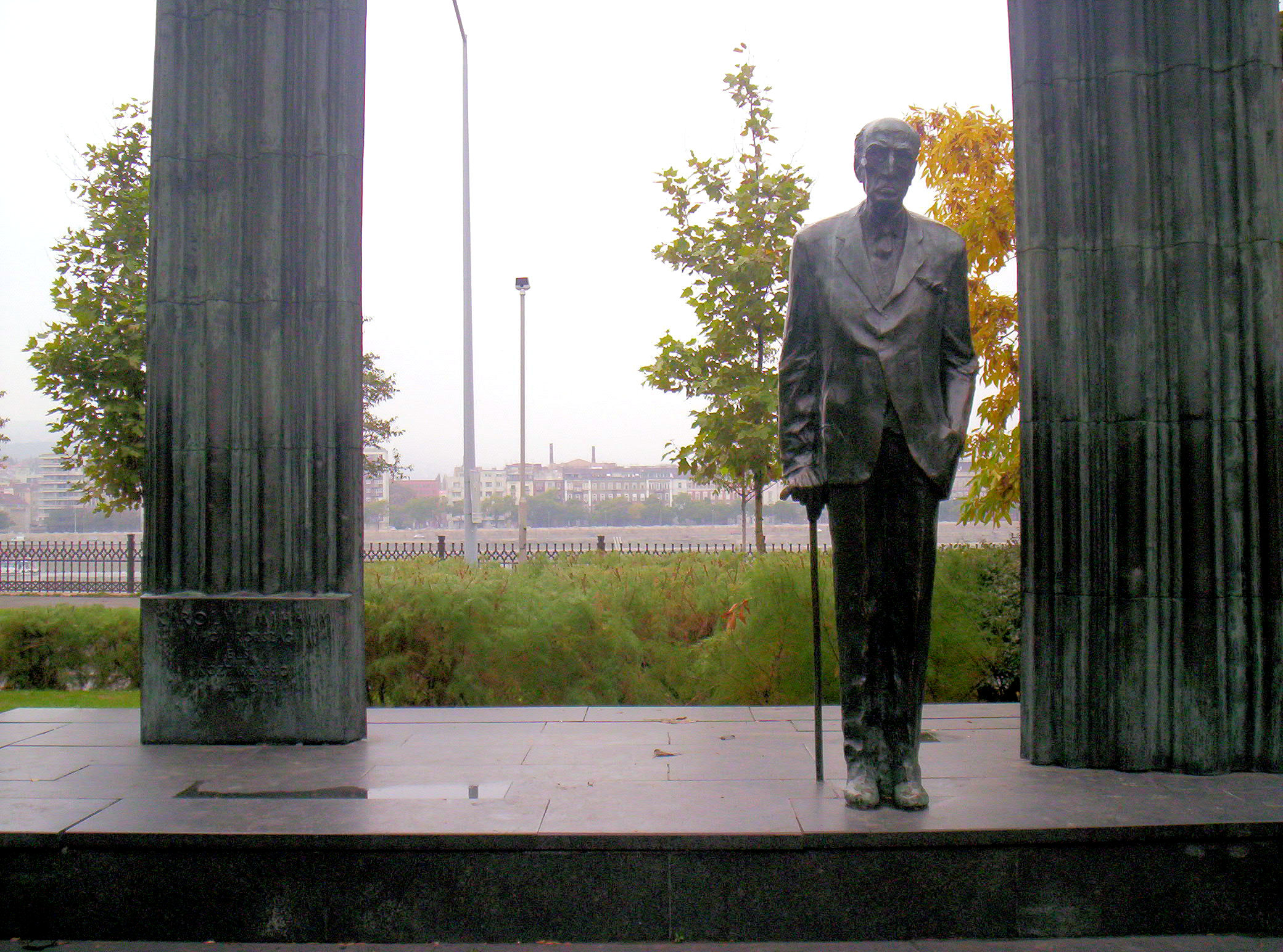
Statue von Imre Varga (1975) am Kossuth tér in Budapest

Károlyi distanzierte sich nicht von der Räterepublik, verließ jedoch im Juli 1919 das Land und ging nach Prag. Später zog er nach Jugoslawien, wo er an der dalmatinischen Küste lebte. Weitere Stationen des Exils waren Paris und London.
In den späten 1920er und frühen 1930er Jahren arbeitete er dann eng mit der ungarischen Kommunistischen Partei zusammen, was ihm den Beinamen Roter Graf oder Graf der Komintern eintrug.
Das Horthy-Regime klagte ihn wegen Landesverrats an und konfiszierte sein Vermögen. Im Februar 1946 rehabilitierte ihn das frei gewählte ungarische Parlament. Ab 1947 war er noch ungarischer Botschafter in Paris, ein Amt, das er 1949 aus Protest gegen den Stalinismus in seiner Heimat niederlegte.
1955 starb Károlyi im französischen Exil. 1961 erlaubte der Erste Sekretär des Politbüros János Kádár das Begräbnis seiner sterblichen Überreste auf dem Fiumei Úti Sírkert („Friedhof an der Fiumer Straße“) in Budapest. Für den Publizisten und Ungarn-Historiker Paul Lendvai war er ein „aufrichtiger Idealist ohne staatsmännische Fähigkeiten“.

## Schriften
- Gegen eine ganze Welt. Mein Kampf um den Frieden. Verlag für Kulturpolitik, München 1924, DNB 574234802.
- The Saar and Nazi Terror. The Report of the Commission of Investigation into National Socialist Terror in the Saar. Mit Lord Marley, Georg Branting und William O. Thompson. Committee for the Relief of the Victims of Fascism, London 1934, DNB 1032819200 (englisch).
- Count Karolyi and Hungary. From Defeat to Victory. Mit James Middleton. Lincolns-Prager Publishers, London 1945, DNB 1029587124 (englisch).
- Memoirs of Michael Karolyi. Faith Without Illusion. Mit Katinka Károlyi und Alan J. P. Taylor. E. P. Dutton & Co., New York City 1957, OCLC 835802844 (englisch).